# Encolpius
Encolpius là một chi nhện trong họ Salticidae.